# Ideologie und ideologische Staatsapparate
Der französische Philosoph und Marxist Louis Althusser verfasste den Aufsatz Ideologie und ideologische Staatsapparate (IISA) als Reaktion auf die Proteste des sogenannten Pariser Mai im Jahre 1968. In dem Text versucht Althusser, die Stabilität der herrschenden Ordnung mitsamt den kapitalistischen Produktionsverhältnissen anhand der zentralen Begriffe Ideologie, Ideologische Staatsapparate und Repressiver Staatsapparat zu erklären. Er will aufzeigen, wie jedes Individuum als Subjekt durch Ideologie unterworfen wird oder sich freiwillig unterwirft. Durch diese von Althusser als solche bezeichnete Interpellation, dt. auch „Anrufung“, wird die ideologische Grundlage der gesellschaftlichen Reproduktion gelegt.
Bei dem Text, der erstmals 1970 in der französischen Zeitschrift La Pensée erschien, handelt es sich nach Einschätzung von Isolde Charim um ein Fragment, in dem Althusser den Versuch unternimmt, den Begriff der Ideologie inhaltlich neu zu bestimmen. Der Artikel war eigentlich als Kapitel des posthum erschienenen Buchs Sur la reproduction angelegt, „aus dem Althusser selbst in einer redaktionellen ‚tour de force‘ seinen Artikel für La Pensée gleichsam ‚ausgekoppelt‘ hatte.“ Althusser verfasste den Artikel im Zeitraum von Januar bis April 1969; ein kurzes Postscriptum stammt aus dem April 1970. Der Essay kann als Althussers wichtigster Beitrag zu einer marxistisch geprägten Staatstheorie angesehen werden.

## Veröffentlichung im Deutschen
Der Aufsatz IISA wurde zum ersten Mal 1971 in der DKP-nahen Studentenzeitschrift Facit in einer von dem Historiker Peter Schöttler angefertigten Übersetzung veröffentlicht. Diese wurde 1973 in dem Sammelband Marxismus und Ideologie weitgehend übernommen. Vier Jahre später erschien eine revidierte Übersetzung im Rahmen des von Schöttler herausgegebenen Sammelbandes Ideologie und ideologische Staatsapparate. Aufsätze zur marxistischen Theorie. In diesem Buch wurde auch weltweit erstmals Althussers Fortsetzung von IISA aus dem Jahr 1976 abgedruckt, die im Französischen Note sur les AIE betitelt ist.
2010 wurde im Hamburger VSA-Verlag im Rahmen der von dem Philosophen Frieder Otto Wolf herausgegebenen Neuauflage der gesammelten Werke Althussers auch der Essay IISA erneut veröffentlicht. In dieser Ausgabe wurden im Vergleich zur Fassung von Schöttler auf Grund einer gründlichen Revision der Übersetzung einige Veränderungen vorgenommen. So trägt der Aufsatz IISA nun den Untertitel Notizen zu einer Untersuchung, anstatt Anmerkungen zu einer Untersuchung. Ebenso wurde der Titel der Fortsetzung von Anmerkung über die Ideologischen Staatsapparate (ISA) in Notiz über die ISA verändert.
Außerdem bildet IISA zusammen mit der Notiz sowie einem weiteren Artikel Althussers in der Neuherausgabe der gesammelten Werke lediglich den ersten Halbband eines zweiteiligen Bandes über die ISA. Im Januar 2012 erschien unter dem Titel Über die Reproduktion der zweite Halbband, in dem die deutsche Erstübersetzung weiterer Texte Althussers über den Themenkomplex der ISA enthalten sind. Diese tragen den Titel Notiz über den ideologischen Apparat Kirche sowie Der Überbau – Über die Reproduktion der Produktionsverhältnisse. Beide Aufsätze wurden von Althusser 1969 verfasst und erstmals 1995 aus seinem Nachlass auf Französisch publiziert. Beide Halbbände zusammen bilden den 5. Teil der gesammelten Werke von Althusser.

## Inhalt

### Grundannahmen und Ausgangspunkt
In Anlehnung an Karl Marx geht Althusser davon aus, dass jede Gesellschaftsformation die Reproduktion ihrer Produktionsbedingungen gewährleisten muss, damit die eigene Existenz auch auf Dauer gesichert ist. Daher müssen sowohl die Produktivkräfte – hierunter werden die Produktionsmittel und die Arbeitskräfte verstanden – wie auch die Produktionsverhältnisse, in und unter denen sie in Bewegung gesetzt werden, reproduziert werden.
Die Reproduktion der Produktionsmittel und die Reproduktion der Arbeitskraft können auf der Ebene des Unternehmens nicht in seinen Mechanismen verstanden werden.
Damit auch die Arbeitskraft reproduziert werden kann, bedarf es nach Althusser nicht allein der Erfüllung materieller Notwendigkeiten wie etwa Kleidung und Nahrung, sondern auch einer gewissen technischen und wissenschaftlichen Qualifikation der Arbeitskräfte entsprechend der Produktionsbedingungen. Nur dadurch seien sie an unterschiedlichen Orten oder Positionen innerhalb des gesellschaftlichen Produktionsprozesses einsetzbar.
Diese Qualifikationen müssen aber wiederum selbst reproduziert werden, was unter den herrschenden kapitalistischen Bedingungen durch das Schulsystem und andere Institutionen gewährleistet werde. Durch die schulische Vermittlung von Lesen, Schreiben sowie Rechnen würde jeder Einzelne grundlegend dazu befähigt, einen entsprechenden Platz in der Produktion zu besetzen.
Diese Reproduktion der Arbeitskraft umfasst nach Althusser aber zugleich die Reproduktion der Unterwerfung der Arbeitskraft unter die herrschenden Regeln der bestehenden Ordnung. So würden die Arbeiter unter die herrschende Ideologie unterworfen. Zugleich aber würden diejenigen, die die gesellschaftliche Ausbeutung und Unterdrückung ausüben, den korrekten Umgang mit der herrschenden Ideologie erlernen. Somit sind nach Aussage Althussers sämtliche an der Produktion beteiligten Personen von der Ideologie auf die eine oder andere Weise durchdrungen, damit jeder seine Aufgabe übernehmen kann.
Aus der Bedeutung der Reproduktion für den Klassenkampf leitet Althusser die Bedeutung des Staates für die bürgerliche Herrschaft her.
Im Anschluss an diese Bemerkungen bewertet Althusser das klassische marxistische Modell von Basis und Überbau als eine Metapher. Die gesellschaftliche Struktur sei ein Gebäude mit der Basis als dem Fundament. Darüber befänden sich zwei Etagen – die Ideologie sowie das Juristisch-Politische, d. h. das Recht und der Staat. Diese beiden Etagen könnten sich ohne die Basis nicht in ihrer Position halten. Diese Metapher zeige auf, dass die ökonomische Basis in letzter Instanz das gesamte Gebäude und damit die Gesellschaft determiniere. Zugleich würden aber die Überbauten selbst die Basis determinieren, aber nur insofern, als sie selbst von der Basis determiniert sind. Althusser merkt kritisch an, dass diese Metapher nur beschreibenden, aber nicht erklärenden Charakter besitze. Sie schafft die Möglichkeit, verschiedene Phänomene als Unterdrückung zu identifizieren, und stellt stets die Beziehung zum Staat her. Er bezeichnet diese Metapher als eine deskriptive, also beschreibende, Theorie. Er würdigt sie als Theorie, indem er deren Deskriptivität als Notwendiges Anfangsstadium einer Theorie einordnet, welche die Bedingungen und Mechanismen des Staates erkennen lässt.
Im Folgenden stellt Althusser die Behauptung auf, dass Marx sowie Lenin in ihren Texten den Staat stets nur als einen repressiven Apparat aufgefasst hätten, der die Herrschaft der Bourgeoisie und damit einhergehend die Ausbeutung der Arbeiter durch die herrschende Klasse gewährleiste. In dieser Interpretation sei der Staat in allererster Linie ein Staatsapparat, bestehend aus Gerichten, der Polizei sowie Gefängnissen und der Armee als repressive Gewalt. Über diesen Instanzen befinde sich dann der Staatschef, die Regierung und die Verwaltung. Für Althusser haben Marx und Lenin mit diesen Beobachtungen das Wesentliche des Staates erkannt. Demzufolge sei der Staat ein repressiver Staatsapparat und damit eine repressive Ausführungs- und Interventionsmacht, die sich in den Händen der herrschenden Klasse befindet.
Doch mit diesen Feststellungen hätten sich Marx und Lenin noch nicht von einer feststellenden Ebene der Analyse fortbewegt. Althusser stellt die Forderung auf, der marxistischen Staatstheorie etwas hinzuzufügen. In ihrer politischen Praxis haben die marxistischen Klassiker den Staat stets als etwas komplexeres betrachtet, als in der marxistischen Theorie des Staates dargestellt ist. Nur Antonio Gramsci habe den Staat in seinen Schriften nicht allein auf den repressiven Apparat reduziert, bemerkt Althusser in einer Fußnote. Mit seinen Gedanken zur Zivilgesellschaft, den zu ihr gehörigen Institutionen der Kirche sowie Schulen und Gewerkschaft habe er die Definition des Staates entscheidend ausgeweitet. Einschränkend fügt Althusser aber an, dass es Gramsci nicht gelungen sei, seine Beobachtungen in systematisierter Art und Weise dazulegen, weswegen sie als unvollständig anzusehen seien.

### Der Repressive Apparat und die Ideologischen Staatsapparate
Althusser entwickelt die Staatstheorie der marxistischen Klassiker weiter, in dem er die Ideologischen Staatsapparate (ISA) einführt, die neben dem Repressiven Staatsapparat (RSA) existieren.
Nach Althusser gehören eine Reihe von verschiedenen Institutionen zu den ISA, welche er in einer nur empirischen Liste nennt: „- der religiöse ISA (das System der verschiedenen Kirchen), - der schulische ISA (das System der unterschiedlichen öffentlichen und privaten Schulen), - der familiäre ISA, - der juristische ISA, - der politische ISA (das politische System, zu dem die verschiedenen Parteien gehören), - der ISA der Interessensverbänden, - der ISA der Informationen (Presse, Radio, Fernsehen usw.), - der kulturelle ISA (Literatur, die schönen Künste, der Sport usw.)“.
Das Recht wird von Althusser sowohl den ISA wie auch dem RSA zugeordnet. Die Familie wird ebenfalls nicht nur den ISA zugerechnet, sondern gehört nach Althusser auch in den Bereich der Reproduktion der Arbeitskraft; sie stellt sowohl eine Produktions- wie auch Konsumeinheit dar.
Der RSA existiert nur im Singular und bildet laut Althusser eine Einheit. Zudem sei er der Sphäre der Öffentlichkeit zuzuordnen. Die Einheit der ISA sei hingegen nicht sofort ersichtlich; sie würden in der Mehrheit dem privaten Bereich zugehörig sein. Die Unterscheidung in öffentlich und privat fällt für Althusser dem bürgerlichen Recht zu. Der Staat selbst stehe über dem Recht, weshalb er weder als privat noch als öffentlich zu bezeichnen sei. Er sei vielmehr „die Bedingung jeder Unterscheidung zwischen dem Öffentlichen und dem Privaten“.
Der RSA funktioniert laut Althusser in allererster Linie auf Grundlage der Anwendung von Repression und nur nachrangig erfolge ein Rückgriff auf die Ideologie. Bei den ISA verhalte es sich genau andersherum. Durch diese gedoppelte Funktionsweise kann man begreifen, „wie sich ständig, sehr subtile, offen ausgesprochene oder stillschweigende Verknüpfungen herstellen zwischen dem Funktionieren des (repressiven) Staatsapparates und dem Funktionieren von Ideologischen Staatsapparaten“.
Die innere Verbundenheit und Einheit der zahlreichen ISA sowie deren jeweiligen Ideologien wird laut Althusser durch die herrschende Ideologie der sich an der Macht befindlichen herrschenden Klasse herbeigeführt. Aufgabe der herrschenden Ideologie sei es demzufolge, eine Harmonie zwischen dem RSA und den ISA sowie zwischen den ISA zu organisieren.
Die ISA können nicht nur in den Kämpfen der Klassen eingesetzt werden, sondern sind selbst als Orte zu sehen, in denen der Klassenkampf tobt. Sie würden einerseits teilweise als Rückzugsgebiete für einst herrschende Klasse dienen, die aber längst von der Macht verdrängt worden sind. Zugleich aber dienten sie den unterdrückten und ausgebeuteten Klassen dazu, Widerstand zu leisten.
Der RSA fungiert als eine Art Schutzschild für die ISA und ist Voraussetzung dafür, dass diese ohne Probleme ihre Aufgaben und Funktionen übernehmen können.
Althusser sieht neben der Familie die Schule als den wichtigsten und unter den kapitalistischen Bedingungen dominierenden ISA an. Er begründet dies damit, dass die Schule die Abkömmlinge aller sozialer Klassen mit Wissen, in dem die herrschende Ideologie verpackt ist, ausstatte. Zudem würde die Schule die Kinder und Jugendlichen entscheidend selektieren. Ein Teil der Schülerschaft würde im Alter von 16 Jahren die Schule verlassen, um als Arbeiter oder Bauern tätig zu sein. Ein weiterer Teil verbleibe eine gewisse Zeit länger in der Schule, um dann als Beamte und Angestellte eine gesellschaftliche Funktion zu übernehmen. Der kleinste Teil der Schüler würde schließlich zum Träger und zu „Agenten der Ausbeutung (Kapitalisten, Manager), Agenten der Unterdrückung (Militärs, Polizisten, Verwaltungsfachleute usw.) oder Berufsideologen (Priester aller Art [...])“ ausgebildet werden. Alle drei Gruppen von Schülern würden genau jene Eigenschaften und Ideologien gelehrt bekommen, die sie für ihre jeweilige Aufgabe und Position benötigen.
Auch würde keiner der anderen ISA solange Zeit über die Menschen verfügen wie die Schule, unter deren Einfluss sich die Schüler tagtäglich befinden.

### Ideologie und Anrufung
Die Ideologie im Allgemeinen existiert für Althusser für alle Zeiten, ganz unabhängig davon, welche Gesellschaftsstruktur vorliegt. Sie „repräsentiert […] nicht [die] bestehenden Produktionsverhältnisse […], sondern vor allem das (imaginäre) Verhältnis der Individuen zu den Produktionsverhältnissen und den daraus abgeleiteten Verhältnissen.“
Die Handlungen eines Individuums erfolgten auf Grundlage seines Glaubens an bestimmte Verhältnisse. Das Handeln und die dahinterstehende Ideologie seien von den ISA determiniert; jeder einzelne ISA gebe ganz bestimmte Handlungsmuster für die Individuen vor.
Für Althusser existiert jede einzelne Ideologie nur durch das Subjekt selbst. Zugleich existiere jede Ideologie auch nur für das Subjekt. Sinn und Zweck der Ideologie seien ebenfalls nur über das jeweilige Subjekt zu erkennen.
Ideologie hat die Funktion, „konkrete Individuen als Subjekte zu »konstituieren«“. Der zentrale, für die Konstituierung der Individuen zu Subjekten notwendige Mechanismus ist die Anrufung, im Französischen mit „interpellation“ bezeichnet. Als Beispiel für die Anrufung nennt Althusser eine alltägliche Situation. Jemand wird mit den Worten „He, Sie da!“ angesprochen. Genau in jenem Moment werde ein Individuum zu einem Subjekt. Das Individuum erkenne sich wieder, in dem es erkennt, dass nur es allein angesprochen und gemeint ist. Althusser führt erläuternd fort, dass „[d]ie Existenz der Ideologie und die Anrufung des Individuums als Subjekte [ein] und dieselbe Sache“ sind. Individuen seien in ihrer Existenz schon immer Subjekte. Althusser untermauert dies mit einem Beispiel: Bei einer bevorstehenden Geburt in der französischen Gesellschaft stehe der Name und damit einhergehend die einzigartige Existenz des Kindes bereits im Vorhinein fest. Jedes betreffende Kind würde in eine etablierte familiäre, ideologisch durchsetzte Ordnung hineingeboren werden. Das Kind werde genau zu jenem Subjekt, welches es bereits vor der Geburt ist.
Als ein beispielhaftes Funktionieren der Ideologie sowie der Anrufung benennt Althusser die christliche Religion. Indem die Religion jeden Gläubigen als Individuum direkt mit seinem Namen anspreche, werde dieser in ein Subjekt verwandelt. Als Beispiele für diesen Vorgang zieht Althusser Praktiken und Rituale wie die Beichte oder das Abendmahl heran. Für diesen Zusammenhang sei die Existenz von Gott als dem SUBJEKT vonnöten, denn in dessen Namen würde jedes Individuum für die Ideologie der Religion angerufen werden.
Es komme zur Institution der Unterwerfung der Subjekte unter das SUBJEKT, aber zugleich werde jedem Subjekt die Möglichkeit gegeben, sich selbst im SUBJEKT zu erkennen bzw. sich wiederzuerkennen. Jede Ideologie verfüge in ihrem Zentrum über ein solches SUBJEKT.
Die Ideologie für sich genommen reiche aus, damit die Subjekte funktionieren und die bestehende Ordnung unhinterfragt akzeptieren. Ausgenommen die „schädlichen Subjekte“, die einen Eingriff des RSA provozieren.
Der Begriff des Subjekts umfasst bei Althusser zwei Dimensionen, die sich radikal entgegenstehen. Althusser bemerkt, dass es in der alltäglichen Sprache dazu kommt, das Subjekt mit selbstverantwortlichem Handeln gleichzusetzen und es zugleich als Urheber dieses Handelns zu sehen. Andererseits könnte sich ein Subjekt in dem Zustand der Unterwerfung befinden und diese Situation freiwillig akzeptieren. Das Individuum wird nach Althusser daher „als (freies) Subjekt angerufen, damit es sich freiwillig den Anordnungen des SUBJEKTES unterwirft, damit es also (freiwillig) seine Unterwerfung akzeptiert“. Folglich vollzieht das Subjekt allein alle Praktiken und Handlungen, die den Zustand seiner Unterwerfung untermauern. Daher kann Althusser behaupten, dass es „Subjekte nur durch und für ihre Unterwerfung“ gibt.

## Notiz über die ISA
Diese Fortsetzung der Problematik wurde von Althusser im Dezember 1976 verfasst. Erstmals weltweit 1977 in deutscher Sprache abgedruckt, erschien die französische Fassung erst 1995 in dem Sammelband Sur la reproduction.
Die Notiz stellt eine Reaktion auf die Kritiken an Althussers ursprünglichen Essay dar. Zudem vertieft Althusser hier seine Überlegungen zum Thema und revidiert einige seiner früheren Ausführungen.
So schreibt er, dass der Klassenkampf das Primat gegenüber den Staatsapparaten, insbesondere den ISA besitze. Diese sei durch die Ideologie so gewährleistet. Mit diesem Argument unternimmt Althusser den Versuch, den gegen ihn gerichteten Vorwurf des Funktionalismus zu entkräften.
Die herrschende Ideologie sieht er als das Resultat des lange Jahre anhaltenden Klassenkampfes an. Aus Sicht der Bourgeoisie umfasse dieser Kampf gleich mehrere Fronten:
- gegen frühere herrschende Klassen und deren Ideologie
- gegen die Ideologie der ausgebeuteten Arbeiterklasse und
- gegen die Widersprüche im Inneren der Bourgeoisie selbst, um die Einheit der eigenen Klassen herzustellen

Der letztere Kampf müsse auf alle Ewigkeit geführt werden, da es der herrschenden Klasse nicht möglich sei, die eigenen Antagonismen zu überwinden.
Im Weiteren stellt Althusser klar, dass nicht jede einzelne politische Partei ein eigenständiger ISA sei. Vielmehr sieht er diese als Teilstück des politisch-ideologischen Staatsapparates an. Diesen setzt er mit dem politischen System gleich, das in der Regel auf dem Prinzip der parlamentarischen Repräsentation beruhe. Die Repräsentation existiere ihrerseits auf Grundlage der Ideologie der Menschenrechte sowie der Freiheit und Gleichheit bezüglich des Wahlrechts. Bei diesem handle es sich allerdings um eine Illusion, da alle Politik stets die Politik der herrschenden Klasse sei. Zudem bedeute der Rückgriff auf die Gewaltenteilung und andere Prinzipien die Sabotage am System der Repräsentation.
Würde man jede Partei als einen ISA bestimmen, wäre in den Augen Althussers das Bestehen und Wirken einer revolutionären, kommunistischen Partei nicht denkbar. Für Althusser handelt eine solche auf der Grundlage der proletarischen Ideologie. An diesem Punkt versucht Althusser aufzuzeigen, dass die herrschende Ideologie doch nicht, wie es in IISA erscheint, total und unüberwindbar ist. Zu ihrer Überwindung müsse die Partei den Klassenkampf in alle Bereiche der Gesellschaft hineintragen und sich einer Regierungsbeteiligung entziehen. Es müsse ein endgültiger Bruch mit der herrschenden Ordnung und damit der herrschenden Ideologie herbeigeführt werden. Dies sei allerdings kein Prozess der von heute auf morgen, sondern eher auf lange Zeit ausgelegt sei. Der Kampf müsse in den ISA selbst geführt stattfinden. Allein in den Händen der herrschenden Klasse seien die ISA hingegen ein Instrument, die es der Bourgeoisie ermöglichen, die Arbeiterklasse zu unterwerfen.
Die proletarische Ideologie charakterisiert Althusser als die Verschmelzung der praktischen Erfahrung der Arbeiter mit der von Marx und Friedrich Engels entwickelten Theorie des Marxismus. Ziel sei die klassenlose, kommunistische Gesellschaftsform. Aber auch die proletarische Ideologie beruhe auf dem Mechanismus der Anrufung und gleiche in ihrem Charakter insofern den anderen Ideologien.

## Rezeption und Kritik

### Nicos Poulantzas
Der griechisch-französische Staatstheoretiker Nicos Poulantzas nimmt erstmals in seiner Debatte mit dem britischen Marxisten Ralph Miliband positiv Bezug auf Althussers Konzept der ISA und des RSA. Hier vertritt er in Übereinstimmung mit Althusser die Meinung, dass der Staat aus vielen Apparaten und Institutionen bestehe. Man könne ihn nicht allein auf einen repressiven Apparat reduzieren. Poulantzas folgt in seinen Ausführungen weitestgehend der Argumentation Althussers.
In seinem Werk Faschismus und Diktatur, auf Deutsch 1973 erschienen, nimmt Poulantzas eine deutlich kritischere Haltung gegenüber dem Konzept Althussers ein. Er wirft ihm vor, das Verhältnis der ISA zum Klassenkampf nur sehr abstrakt und formal dargestellt zu haben. Dem Klassenkampf käme nicht die ihm gebührende Stellung zu. Zudem habe Althusser die wirtschaftliche Rolle der Staatsapparate entweder stark unterschätzt oder in seinen theoretischen Ausführungen gar ignoriert. Poulantzas vertritt die Meinung, dass für Althusser die Staatsapparate einzig über die Reproduktion der Produktionsverhältnisse einen gewissen Einfluss in der Ökonomie ausüben könnten. Der Staat setze sich in dessen Überlegungen nur aus Repression und Ideologie zusammen. Nur der Apparat der Schule stelle eine Ausnahme dar, denn dieser sei für die Reproduktion der Arbeitskraft zuständig.
Infolge dieser Kritik erweitert Poulantzas das Konzept der ISA und des RSA um einen ökonomischen Apparat. Dieser könne allerdings nicht als Staatsapparat bezeichnet werden. Seine primäre Aufgabe sei vielmehr, die Massen der Menschen auszubeuten. Die Staatsapparate würden diese Aufgabe hingegen nicht erfüllen. Der ökonomische Apparat umfasst nach Poulantzas die Betriebe.
In seinem Werk Staatstheorie vertritt Poulantzas die Meinung, dass die Ideologie der herrschenden Klassen in den Staatsapparaten verkörpert sei. Es sei deren Funktion, die Ideologie auszuarbeiten, zu indoktrinieren und für deren Reproduktion zu sorgen. Die ISA würden die Aufgabe übernehmen, die gesellschaftliche Arbeitsteilung sowie die gesellschaftlichen Klassen und die Klassenherrschaft zu reproduzieren. Zu diesen ISA gehören für Poulantzas ebenso wie für Althusser die Schule, der kulturelle Apparat sowie der Informationsapparat, also die Medien. Poulantzas weicht insofern von Althusser ab, als er der Meinung ist, dass die Ideologie auch bei denjenigen Apparaten entscheidend bei deren Organisierung beteiligt ist, deren hauptsächliche Funktion die Ausübung physischer Gewalt ist.
Auch in der Staatstheorie übt Poulantzas Kritik an Althusser. Hier erhebt er den Vorwurf, dass Althusser selbst mit seiner Unterscheidung in ISA und RSA bei einer reinen Beschreibung der bestehenden Ordnung stehengeblieben ist. Er beschränke den Staat auf Anwendung von Ideologie oder Repression. Insofern sei der Staat bei Althusser nur in negativer Weise tätig und nicht in der Lage, positiv bezüglich des Ökonomischen zu handeln. Für Poulantzas verhindert diese Sichtweise entscheidend zu verstehen, welche Rolle der Staat tatsächlich bei der Konstituierung der Produktionsverhältnisse übernimmt. Infolgedessen gerate der erwähnte ökonomische Apparat völlig aus dem Fokus der Aufmerksamkeit.
Althussers Position widersprechend ist Poulantzas der Meinung, dass der Staat auch in positiver Hinsicht seine Wirkung entfaltet, „er schafft, verändert, produziert Reales“.

### Pierre Bourdieu
Pierre Bourdieu, der Althusser selten explizit zitiert, kritisiert dessen Aufsatz als Ausdruck eines pessimistischen Funktionalismus: Die Reproduktion der Ideologie müsste sich Althusser zufolge eigentlich in alle Ewigkeit fortsetzen. Dafür macht Bourdieu vor allem die Wahl des Begriffs „Apparat“ verantwortlich, der das Trojanische Pferd des Ansatzes darstelle und Konspirationsphantasien wecke. Schule, Staat, Kirche, Parteien oder Gewerkschaften seien keine Apparate, sondern „Felder“ (im Sinne des soziologischen Feldbegriffs), auf denen mächtige Akteure um Einfluss und Dominanz kämpfen, um die Spielregeln zu ihren Gunsten zu verändern. Dabei müssen sie stets mit dem Widerstand der Dominierten rechnen. Damit stellt sich Bourdieu in die Tradition Émile Durkheims und nicht in die marxistische Traditionslinie. Jedoch ist sein Begriff des Habitus, also der Inkorporation kognitiver Strukturen, nicht so weit vom Althusserschen Konzept der materiellen Ideologie und sein Begriff der symbolischen Macht nicht weit von der ideologischen Macht im Sinne Althussers entfernt.
Die Wirksamkeit der symbolischen Macht hängt jedoch immer von ihrer Anerkennung ab. Letzten Endes ist es die Anerkennung des Zentralstaates als eines legitimen Monopolinhabers des symbolischen Kapitals und der Finanzgewalt, einer „Meta-Macht“, deren Legitimität auch für die Anerkennung der symbolischen Macht in den anderen Feldern sorgt, die aber auch zurückgewiesen werden kann, was sich z. B. in Steuerrevolten oder in den auch von Norbert Elias beschriebenen Aufständen des französischen Adels gegen den sich entwickelnden Absolutismus ausdrückt.

### Andere
Stuart Hall ist der Auffassung, dass Althusser mit seinem Konzept der Ideologie „den Weg zu einer stärker linguistischen oder‚diskursiven‘ Ideologiekonzeption“. eröffnet habe. Jedoch trage seine Argumentation funktionalistische Züge. Es sei nicht ohne Probleme möglich, „subversive Ideen oder ideologischen Kampf“ in ihrer Existenz zu erklären.
Der britische Literaturtheoretiker Terry Eagleton merkt kritisch gegenüber Althussers Konzeption der Anrufung an, dass es doch auch denkbar sei, dass die Subjekte nur in Teilen, oder vielleicht auch überhaupt nicht auf die ideologischen Anrufungen reagieren. Insofern stellt sich Eagleton gegen die von Althusser vorgenommene Totalisierung der Ideologie hinsichtlich ihrer Wirkung.
Der schwedische Soziologe Göran Therborn weist auf die ungleiche Entwicklung der ideologischen Apparate hin. Diese seien strukturell nicht integrierbar, was zu widersprüchlichen Interpellationen und zu Konflikten zwischen der Unterwerfung der Subjekte unter die soziale Ordnung und ihrer Fähigkeit zum bewussten und qualifizierten sozialen Handeln führe. Dieser Widerspruch entspreche dem zwischen den Produktionsverhältnissen und den lebendigen Produktivkräften. Es gebe keine perfekte ideologische Interpellation: Zu jedem ideologischen Apparat gebe es Gegenapparate (contra-apparatus). Der individuelle biographische Pfad sei eine Wanderung zwischen Komplexen von Apparaten und Gegenapparaten.
Für Isolde Charim entsteht mit dem Aufsatz IISA „die Theorie einer spezifischen ideologischen Macht“, einer gesellschaftlichen Realität, die mehr ist als falscher Schein. Das Ideologieproblem müsse nicht im Kontext des Wahrheits-, sondern des Machtbegriffs diskutiert  werden. Die Theorie der IISA stelle eine Absage an all diejenigen Positionen dar, in denen Subjekte als die Träger einer kommenden freien Gesellschaftsform angesehen werden. Zudem sei es aufgrund von Althussers Überlegungen möglich, gegen das häufig ausgerufene Ende aller Ideologien zu argumentieren. In ihren generellen Überlegungen zu Althusser zeigt Charim auf, dass Althusser den Begriff der Instanz aus der Psychoanalyse übernimmt.
In seinem Artikel im Historisch-kritischen Wörterbuch des Marxismus aus dem Jahre 2004 über Althussers Konzept der ISA stellt Rick Wolf fest, dass diese Konzeption „einen bedeutenden Beitrag zu den Cultural Studies“ darstellen. Althussers Ansatz unterscheide sich von anderen Sichtweisen in den Cultural Studies dadurch, dass hier der Versuch unternommen werde, kulturelle Gegebenheiten mit der Klassenstruktur des Kapitalismus zu verbinden. Jede Seite sei zudem Ursache und Wirkung der jeweils anderen. Diese Beziehung sei mit Althussers Begriff der Überdeterminierung zu bezeichnen.
Wie Jan Rehmann betont, ist Althussers Konzeption der ISA und des RSA an Antonio Gramscis analytische Trennung in die Zivilgesellschaft und die politische Gesellschaft orientiert. Auch wäre ohne Gramscis Überlegungen zum integralen Staat die Arbeit Althussers nicht möglich gewesen. Auch die Vorstellung der ISA als möglicher Rückzugsort der ausgebeuteten Arbeiterklasse ist für Rehmann ein eindeutiger Hinweis auf Gramsci und dessen Idee des Stellungskrieges in der Gesellschaft. Althussers Theorem der Anrufung beruht laut Rehmann grundlegend auf der Psychoanalyse Jacques Lacans.
Der britische Staatstheoretiker Bob Jessop bezeichnet Althussers Versuch, in der Notiz zu den ISA den Funktionalismuskritiken mit Verweis auf den Primat der Klassenkämpfe zu begegnen, als eine „unaufrichtige Verwerfung des Funktionalismus“. Es handle sich um eine „bloße Geste“. Althusser versäume es, die verschiedenen Formen des Klassenkampfes anhand eines konkreten zu entwickelnden Analyserasters zu untersuchen. Zudem seien seine Ausführungen zur Ideologie mehrheitlich auf einem beschreibenden Niveau verblieben.
Ein Autorenkollektiv bestehend aus Jens Christian Müller und Sebastian Reinfeldt sowie Richard Schwarz und Manon Tuckfeld erweitert in ihrem gemeinsam verfassten Werk zu Althusser und Poulantzas das Ensemble der ISA um den von Althusser nicht aufgezählten sogenannten Gesundheits-ISA. Dieser spezifische ISA habe sich erst in den 1970er und 1980er Jahren herausgebildet und sei als Ergebnis der verschiedenen gesellschaftlichen Bewegungen wie der Ökologie- und Frauenbewegung anzusehen. Hierbei habe sich das „ideologische Feld“ der Gesundheit sowie der dazugehörigen ISA herausgebildet. Gebildet werde der Gesundheitsapparat durch das Familien- und Gesundheitsministerium, die Naturkostläden sowie Reformhäuser und die verschiedenen Krankenkassen. Hinzu komme noch der aus Krankenhäusern und Ärzten gebildete medizinische Apparat sowie die Erziehung zur Gesundheit an Schulen und anderes.

### Primär
- Althusser, Louis: Idéologie et appareils idéologiques d’État. Notes pour une recherche, in: La Pensée, Nr. 151 1970.
- Althusser, Louis: Marxismus und Ideologie, Berlin (West) 1973.
- Althusser, Louis: Ideologie und ideologische Staatsapparate. Anmerkungen für eine Untersuchung, in: Ideologie und ideologische Staatsapparate. Aufsätze zur marxistischen Theorie, Hamburg 1977, S. 108–153.
- Althusser, Louis: Anmerkung über die Ideologischen Staatsapparate (ISA), in: Ideologie und ideologische Staatsapparate. Aufsätze zur marxistischen Theorie, S. 154–168.
- Althusser, Louis: Note sur les AIE, in: Sur la reproduction, Paris 1995, S. 253–267.
- Althusser, Louis: Ideologie und ideologische Staatsapparate. Notizen für eine Untersuchung, in: Ideologie und ideologische Staatsapparate, 1. Halbband: Michel Verrest Artikel über den studentischen Mai; Ideologie und ideologische Staatsapparate; Notiz über die ISA, hrsg. von Frieder Otto Wolf, Hamburg 2010, S. 37–102.
- Althusser, Louis: Notiz über die ISA, in: Ideologie und ideologische Staatsapparate, 1. Halbband: Michel Verrest Artikel über den studentischen Mai; Ideologie und ideologische Staatsapparate; Notiz über die ISA, S. 103–123.
- Althusser, Louis: Über die Reproduktion, in: Ideologie und ideologische Staatsapparate, 2. Halbband: Fünf Thesen über die Krise der katholischen Kirche; Über die Reproduktion der Produktionsverhältnisse, hrsg. von Frieder Otto Wolf, Hamburg 2012.

### Sekundär
- Isolde Charim: Der Althusser-Effekt. Entwurf einer Ideologietheorie, Wien 2002 (2. Auflage Wien 2018).
- Jens Christian Müller/Sebastian Reinfeldt/Richard Schwarz/Manon Tuckfeld: Der Staat in den Köpfen. Anschlüsse an Louis Althusser und Nicos Poulantzas, Mainz 1994.
- Benjamin Scharmacher: Wie Menschen Subjekte werden. Einführung in Althussers Theorie der Anrufung, Marburg 2004.
- Rick Wolf: ideologische Staatsapparate/repressiver Staatsapparat, in: Historisch-kritisches Wörterbuch des Marxismus, Band 6.1: Hegemonie bis Ideologie, Hamburg 2004, S. 761–772.